# ジミー・アーチー
ジミー・アーチー（Jimmy Archey、1902年10月12日 - 1967年11月16日）は、バージニア州ノーフォーク生まれのアメリカ人ジャズ・トロンボーン奏者で、同時代の著名なジャズ・オーケストラやビッグバンド（自身によるものも含む）での活動で最もよく知られている。彼は、ジェイムズ・P・ジョンソン・オーケストラ、キング・オリヴァー、ファッツ・ウォーラー、そしてルイス・ラッセル・オーケストラなど、数多くのオーケストラと共演し、レコーディングを行った。
1930年代後半には、ベニー・カーター、コールマン・ホーキンス、キャブ・キャロウェイ、デューク・エリントン、クロード・ホプキンスといったミュージシャンが同時に在籍していたビッグバンドに参加した。1940年代から1950年代にかけては、ボブ・ウィルバーやアール・ハインズといったアーティストと共に、ニューオーリンズのリバイバル・バンドで多くの時間を過ごした。